# Sketches of Spain
Sketches of Spain ist ein Jazz-Album von Miles Davis, das zwischen November 1959 und März 1960 aufgenommen wurde. Es wurde im Juli 1960 über Columbia Records veröffentlicht.

## Hintergrund
Das Album ist das dritte von vier Alben (Miles Ahead, Porgy and Bess, Sketches of Spain und Quiet Nights), bei denen Miles Davis mit dem Komponisten und Arrangeur Gil Evans und einem Orchester zusammenarbeitete; programmatisch ist das Album angelehnt an die spanische Volksmusik, eine Entwicklung, die mit Flamenco Sketches auf Kind of Blue begann. Das Album enthält unter anderem eine lange Version des 2. Satzes aus dem Concierto de Aranjuez von Joaquín Rodrigo und Will o' the Wisp (Irrlicht) aus einem Ballett von Manuel de Falla (El amor brujo).
Sketches of Spain gilt als eines der zugänglichsten Alben von Miles Davis. Im Penguin Guide to Jazz on CD wird es als “elevated light music” beschrieben. Da auf dem Album weniger improvisiert wurde als auf anderen Alben, ordneten einige von Miles’ Zeitgenossen es nicht dem Genre Jazz zu. Davis antwortete darauf (laut Rolling-Stone-Magazin): Es ist Musik, und ich mag es.

## Rezeption
1961 wurde das Album als beste Jazz-Komposition mit einem Grammy ausgezeichnet. 2003 belegte das Album den 356. Platz in der Liste der 500 besten Alben aller Zeiten der Zeitschrift Rolling Stone. Das Magazin Jazzwise nahm das Album in die Liste The 100 Jazz Albums That Shook the World auf. Keith Shadwick schrieb in seiner Begründung:

“Miles already had two bona-fide large-group masterpieces for Columbia down in the plus column with Miles Ahead and Porgy & Bess by the time he and Gil Evans assembled this finely-drawn re-workings of classical pieces of music generally associated with Spain. At its core is the brooding central movement from Rodrigo’s Concierto de Aranjuez, but the poignant lyricism and incandescent colours Miles and Gil invest the other pieces, including a rare Evans original, with a singularity of vision and intent that makes this a burningly bright and unified achievement. Once more they’d broken the mould, for themselves and everyone else.”

„Miles hatte bereits mit Miles Ahead und Porgy & Bess zwei solide Meisterwerke mit großen Gruppen als Pluspunkte für Columbia geliefert zu der Zeit, als er und Gil Evans diese fein gezeichneten Neubearbeitungen klassischer Musikstücke, die generell mit Spanien verbunden werden, zusammenstellte. In seinem Kern ist der grüblerische Mittelsatz von Rodrigos Concierto de Aranjuez, aber die ergreifende Lyrik und die strahlenden Farben, die Miles und Gil in die anderen Stücke investieren, darunter ein seltenes Evans-Original, mit einer Einzigartigkeit von Vision und Absicht, macht dies eine hell glühende und einheitliche Leistung. Einmal mehr hatten sie die Form aufgebrochen, für sich selbst und alle anderen.“

Der Rolling Stone wählte das Album 2013 in seiner Liste Die 100 besten Jazz-Alben auf Platz 20.

## Albumtitel
Seite 1:
1. Concierto de Aranjuez (Adagio) (Joaquín Rodrigo) – 16:19
2. Will o' the Wisp (Manuel de Falla) – 03:47

Seite 2:
1. The Pan Piper (Traditional; basierend auf Alborada de Vigo) – 03:52
2. Saeta (Gil Evans) – 05:06
3. Solea (Gil Evans) – 12:15

CD-Bonustracks:
1. Song of Our Country – 03:23
2. Concierto de Aranjuez (Alternativer Take; Teil 1) (Rodrigo) – 12:04
3. Concierto de Aranjuez (Alternativer Take; Teil 2 & Ende) (Rodrigo) – 03:33

## Sonstiges
- Sketches Of Spain des experimentellen Gitarristen Buckethead vom Album Electric Tears (2002) ist sowohl Miles Davis als auch Joaquín Rodrigo gewidmet. Es handelt sich hierbei um eine Interpretation des Adagios aus dem Concierto de Aranjuez.
- Columbia veröffentlichte das Album erstmals 1983 auf CD und 1997 auf SACD.
- Im Jahr 2001 erschien über das Label Monster Music eine neu abgemischte 5.1-Surround-Version von Sketches of Spain auf DVD.